# 収束数列空間
数学の分野、函数解析学において実または複素の収束数列 (xn) 全体からなるベクトル空間は c と書かれる。これに一様ノルム
{\displaystyle \|x\|_{\infty }=\sup _{n}|x_{n}|}
を考えるとき、収束数列の空間 c はバナッハ空間を成す。これは有界数列の空間 ℓ∞ の閉部分空間であり、かつまた零列の（バナッハ）空間 c0 を閉部分空間として含む。c の双対空間は（c0 のと同じく）ℓ1 に等長同型である。特に c と c0 の何れも回帰的でない。前者について、ℓ1 と c* が同型であることは内積を、(x0,x1,...) ∈ ℓ1 と (y1,y2,...) ∈ c に対して
{\displaystyle x_{0}\lim _{n\to \infty }y_{n}+\sum _{i=1}^{\infty }x_{i}y_{i}}
と与えればよい。これは順序数 ω 上で考えたリースの表現定理である。他方 c0 について、(xi) ∈ ℓ1 と  (yi) ∈ c0 の内積は
{\displaystyle \sum _{i=0}^{\infty }x_{i}y_{i}}
とすればよい。